# Harrisville (Rhode Island)
Harrisville – jednostka osadnicza w Stanach Zjednoczonych, w stanie Rhode Island, w hrabstwie Providence.